# Ute på vischan
Ute på vischan (på dansk: Ude På Landet) er en sang af Eddie Meduza. Sangen kan findes på kassetten Dårarnas Julafton fra 1988. I sangen bruger han karaktererne Börje Lundin og Sven Lundin med Börje på vokal og Sven på guitar. Teksten handler om en julefeiring på landet.
En ny optagelse er med på albummet Kopparbärs Tomterock med forskellige sangere og band. Eddie Meduza bidrager også med sangen "Kopparbärsjul".

## Cover af Lasse Stefanz
I 2001 fortolkede det svenske danseband Lasse Stefanz sangen på bandets julealbum I Tomteverkstan, og deres indspilning var også på Svensktoppen i fire uger i perioden 8. december 2001 -19 januar 2002 med en femteplads på listen før de forlod Svensktoppen.